# ICF Habitat
Pour les articles homonymes, voir ICF.
ICF Habitat (anciennement Groupe ICF) ou Société Immobilière des Chemins de Fer Français (SICF) est une société immobilière qui loge 210 000 personnes (données 2020) et gère un patrimoine de près de 95 000 logements. Le groupe ICF Habitat dispose d'un réseau de 15 agences ou directions territoriales en France. Le patrimoine d’ICF Habitat est constitué à 80 % de logements sociaux, le reste est constitué de logements à loyer libre et intermédiaire.

## Histoire de la société
(février 2019).
- 1927 : création de la SICE (société immobilière des chemins de fer de l’État)
- 1942 : la SICE devient la SICF (société immobilière des chemins de fer)
- 1949 : la SICF couvre désormais l’ensemble du territoire français grâce à quatorze sociétés d’habitations bon marché (HBM)
- 2005 : le groupe ICF intègre la SFCI, filiale de logements à loyers libres, aujourd’hui appelée ICF Habitat Novedis
- 2011 : le groupe ICF devient ICF Habitat
- 2015 : création de SNCF Immobilier, sixième ligne métier de SNCF qui réunit les savoir-faire du groupe ferroviaire en matière de gestion et de valorisation immobilière, d'aménagement urbain et de logement.

## Organisation
ICF Habitat est organisé sous la forme d’une holding et de six filiales[réf. incomplète].  Les filiales sont composées de quatre entreprises sociales pour l’habitat (ESH) : ICF Habitat Atlantique, ICF Habitat La Sablière, ICF Habitat Nord-Est, ICF Habitat Sud-Est Méditerranée, d’une filiale d’administration de biens pour le compte d’autres propriétaires (property management): ICF Habitat Novedis – ICF Habitat Novedis gère un parc de 3922 logements sur l’ensemble du territoire national – et d’une filiale de conseil et de transactions immobilières, Trans’Actif immobilier. En 2019, Romain Dubois a été nommé directeur général d'ICF Habitat[réf. incomplète].

## Actionnariat
ICF Habitat est la filiale logement de la SNCF[réf. incomplète]. La SNCF est l’actionnaire majoritaire d’ICF Habitat. Par ailleurs, le conseil d’administration est composé de la SNCF, des collectivités territoriales et des représentants des locataires[réf. incomplète]. 

## Présence

### ICF Habitat Atlantique
ICF Habitat Atlantique couvre les régions suivantes : Nouvelle-Aquitaine, Normandie, Bretagne, Centre-Val de Loire, Pays de la Loire et Occitanie.

### ICF Habitat La Sablière
ICF Habitat La Sablière[réf. incomplète] couvre 132 communes, essentiellement Paris et dans l'Île-de-France. 

### ICF Habitat Nord-Est
ICF Habitat Nord-Est (anciennement Nord-Est, Nord-Est ICF puis ICF Nord Est) est présent dans les régions suivantes : Grand Est et Hauts-de-France. 

#### Identité visuelle (logo)

Logo de Nord Est entre 1977 et 2000.
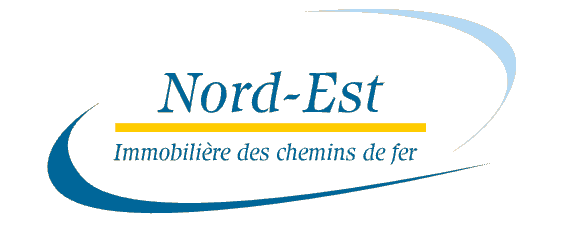
Logo de Nord-Est ICF entre 2000 et 2006.
Logo d'ICF Nord Est entre 2006 et 2011.
Logo d'ICF Habitat Nord Est entre 2011 et 2015.
Logo d'ICF Habitat Nord-Est depuis 2015.

### ICF Habitat Sud-Est Méditerranée
ICF Habitat Sud-Est Méditerranée est présent dans les régions suivantes : Auvergne-Rhône-Alpes, Bourgogne-Franche-Comté, , Rhône-Alpes et Provence-Alpes-Côte d'Azur et Occitanie.

### ICF Habitat Novedis
ICF Habitat Novedis est une filiale d’administration de biens pour le compte d’autres propriétaires (property management).